# Austrochrysa abnormis
Austrochrysa abnormis is een insect uit de familie van de gaasvliegen (Chrysopidae), die tot de orde netvleugeligen (Neuroptera) behoort. 
Austrochrysa abnormis is voor het eerst wetenschappelijk beschreven door Albarda in 1881.